# Open Archives Initiative
La Open Archives Initiative, nota anche con l'acronimo OAI, è un progetto nato per rendere facilmente fruibili gli archivi che contengono documenti prodotti in ambito accademico e mira a promuoverne la produzione in ambito scientifico/universitario. L'intento è di promuovere strumenti semplici per consentire di ricercare e creare servizi che, a costi non troppo elevati, rendano utilizzabili tutti i contenuti dell'attività di ricerca degli atenei.
Il progetto ha avuto inizio con un convegno di esperti e studiosi tenutosi a Santa Fe (Nuovo Messico) nel 1999. 
Da un paio di anni la comunità che utilizza l'OAI si è resa conto che il suo schema può essere generalizzato anche per altri tipi di materiali digitali non strettamente legati alla ricerca accademica.
Prima dell'OAI esistevano altri progetti che, in modo autonomo, avevano affrontato l'idea di proporre i loro contenuti in una forma aperta e di diffonderne la produzione (ad esempio, il CERN Document Server).

## Struttura OAI
Il modello OAI può essere descritto a due livelli:

### Modello funzionale
Ha due componenti:
1. Data provider: gestiscono uno o più archivi (repositories) di collezioni di oggetti digitali e sono responsabili del loro mantenimento e della generazione dei metadati che li caratterizzano. Supportano il protocollo OAI per consentire l'accesso ai metadati sul contenuto. Il data provider, al tempo stesso, mette a disposizione i metadati e ne cura la qualità e la completezza;
2. Service provider: gestiscono i servizi a valore aggiunto per l'aggregazione e l'indicizzazione dei metadati (ricerca, scoperta, localizzazione degli oggetti digitali) e interrogano gli archivi dei data provider usando le richieste del protocollo OAI per catturarne i metadati. Inoltre forniscono interfacce utente che si avvalgono della tipologia dei portali e dei middleware (OAI-PMH, OpenUrl, Z39.50, ISO ILL, NCIP).

### Modello tecnico o "Harvesting di metadati"
I service provider interrogano i data provider da cui prelevano i metadati tramite il protocollo OAI-PMH ("Protocol for Metadata Harvesting") e confezionano servizi di valore aggiunto ponendosi più vicino all'utente finale perché ne facilitano la ricerca, l'individuazione e la localizzazione di oggetti digitali in rete.
L'informazione digitale viene vista su tre livelli:
- risorsa: è l'oggetto contenuto nei digital repository mantenuti dai data provider;
- item: contenitore di tipo logico a partire dal quale vengono diffusi i metadati;
- record: sono i metadati espressi in sintassi XML secondo lo schema Dublin Core, ma possono essere catturati anche metadati definiti in specifici domini di applicazione.

Il protocollo OAI-PMH ha un insieme di comandi che vengono definiti:
- GetRecord: per catturare i record;
- ListIdentifier: per la lista di identificatori;
- ListRecord: per la lista di record con il depository di appartenenza;
- Identify: sono informazioni generali sugli archivi e sugli stessi contenuti;
- ListMetadataFormats: per capire i formati dei metadati che manderà indietro;
- ListSets: per interrogare i depositi e farsi dire quali sono le partizioni in cui ha organizzato i dati.

L'harvesting selettivo, che permette di interrogare i metadati, avviene attraverso criteri temporali (Datestamps)  o relativi a determinate sezioni (Sets); tutti i record sono in formato XML  e hanno un identificatore (sintassi URI) composto da:
OAI:identificatore_archivio:identificatore_record
L'OAI serve per mettere d'accordo entrambi i servizi e per favorirne l'accesso; l'OAI si basa su tre livelli:
- Dati: sono i “digit”, vengono chiamati anche documenti o oggetti digitali. Il modello del documento prevede che:

1. Ogni documento deve avere dei metadata (Dublin Core) che lo descrivono perché essi devono essere catalogati.
2. Ogni documento deve avere un codice univoco ed identificativo.
3. Ogni documento deve essere strutturato secondo un determinato layout perché il documento è granulare (insieme di pezzi collegati) e questa sua caratteristica è espressa dallo standard XML.

- Metadata: quelli inseriti nei documenti vengono estratti dai motori di ricerca e possono essere utilizzati indipendentemente dai data provider. Su di essi si applica la diffusione della pubblicazione e pertanto c'è bisogno di un grande lavoro di standardizzazione.
- Interfaccia: ha a che fare con l'utente.

Le università fanno da data provider e installano il server OAI.

## Altri profili del modello OAI
L'OAI è anche un movimento che cerca di arrivare ad un ciclo diverso di comunicazione scientifica; in particolare:
- i data provider devono essere sempre liberi;
- può essere a pagamento il service provider perché la minima procedura di accesso può essere gratuita mentre la più sofisticata no: ci devono essere diverse possibilità di utilizzazione;
- bisogna tenere sempre separati i data provider e i service provider.

L'OAI, oltre che modello economico, è anche modello tecnologico e giuridico: infatti il copyright va conservato e non deve essere considerato come uno ostacolo per l'utente; ogni documento deve avere una propria documentazione che ne eviti il plagio, la manipolazione e la pirateria. 
Le università, basandosi su un modello centralizzato cercano, da una parte, l'accordo con l'editoria commerciale e, d'altra parte, si sono rese conto che i soldi sono pochi e gli editori chiedono sempre di più quindi tentano con il modello OAI  di diventare “University Press”.

### Rilevanza del modello OAI
- In primo luogo assicura la qualità dei metadati diffusi perché questi sono regolati da professionisti dell'informazione.
- Favorisce la creazione di servizi di valore aggiunto ed è uno degli approcci più convenienti per la realizzazione della biblioteca digitale; favorisce l'integrazione delle risorse nel contesto della biblioteca ibrida e lo sviluppo di portali tematici e istituzionali.
- Essendo nato nell'ambito del modello cooperativo, ha favorito lo sviluppo di tanti strumenti software open source basati su OAI-PMH.

## Ulteriori utilizzi di OAI
L'OAI non definisce né prescrive schemi di gestione dei diritti: non si interessa dei problemi dell'accesso sulla risorsa ma demanda ai service provider la questione.
La caratteristica fondamentale dell'OAI è la possibilità di fornire informazione specializzata a vari livelli.
Tuttavia, si è voluto trovare un modo per associare i diritti all'archivio e per fare ciò si è deciso di utilizzare il campo "rights" del Dublin Core: è stato definito uno schema XML che specifica nella funzione "about" quali sono i diritti di utilizzo dei metadata a livello di ogni record e dell'intero repository nella funzione "listset".
Un altro sviluppo è avvenuto nel 2004: con l'OAI, ora, non si catturano solo dati descrittivi ma anche informazioni di tipo tecnico-strutturali (es: METS); è possibile produrre un record che abbia sia un formato documento sia un formato METS e, con un'opportuna codifica, si può inserire nel record anche l'oggetto digitale vero e proprio.
Un'ulteriore finalità dell'OAI potrebbe essere quella di trasportare gli stessi oggetti digitali: il service provider può fornire direttamente l'oggetto oltre ai suoi metadata e può duplicare e preservare gli archivi digitali ai fini di una maggiore sicurezza.